# Чавдар Червенков
Чавдар Вельов Червенков е български офицер (генерал-лейтенант), военен разузнавач и дипломат.
Той е началник на РУ-ГЩ (службата за военно разузнаване) през 1991 – 1992 г. и министър на вътрешните работи през 1994 – 1995 г.

## Биография
Чавдар Червенков е роден на 31 май 1941 година в София в семейството на шивач, като има една по-малка сестра. Баща му и роден в село Петрич, Пирдопско, и след Деветосептемврийския преврат от 1944 година става член на Българската комунистическа партия (БКП), а след 1952 година е чиновник в Управление „Строителство по транспорта“. Майка му първоначално е домакиня, а след това санитарка в балнеотерапевтична поликлиника в София.
През 1959 година Червенков завършва гимназия, а през 1964 година – Висшето народното военно училище „Васил Левски“ в Търново със специалности танкист техник и инженер по двигатели с вътрешно горене. След това е офицер в Двадесет и четвърта танкова бригада в района на Бургас, където достига до длъжността заместник-командир по техническата част на танков батальон.
През септември 1971 година Чавдар Червенков е преместен в Разузнавателното управление на Генералния щаб в София и до август 1972 година преминава курс в Школата за подготовка на кадри на управлението. След това е назначен в 03 отделение на 07 отдел, където първоначално отговаря за резидентурите в Алжир и Брюксел, а след това и в Париж. От 1 септември 1974 година учи във Военната академия „Георги Раковски“, която завършва през 1977 година в София. След това преминава допълнително специално обучение и на 21 януари 1979 година отива на работа в Брюксел под прикритието на военен аташе в посолството. Той остава там до юли 1982 година, като информационната му работа е оценявана като добра, но е критикуван за недостатъчното изграждане на агентура.
След връщането си от Брюксел Червенков е изпратен на обучение във Военната академия „Климент Ворошилов“ в Москва, която завършва през 1984 година. След това е заместник-началник на отдел „Европа, Америка и НАТО“, а от 1987 година е началник на отдел „Военнополитическа и военностратегическа обстановка“ във военното разузнаване. През декември 1988 година става и секретар на първичната организация на БКП.
С края на комунистическия режим кариерата на Чавдар Червенков в армията преминава бързо, но краткотрайно развитие. През септември 1990 година е назначен за началник на Инспекция „Разоръжаване“ към генералния щаб. В края на август 1991 година става началник на военното разузнаване, на 1 септември е повишен в генерал-майор, от януари 1992 година е и заместник-началник на Генералния щаб, като на 31 август същата година е повишен в генерал-лейтенант. Освободен е от ръководните си постове на 10 март 1992 година, а на 1 декември окончателно напуска военната служба.
Непосредствено след уволнението си от армията Червенков е изпратен за посланик на България в Тунис, където остава до юли 1999 година. Междувременно от 7 октомври 1994 до 26 януари 1995 година е министър на вътрешните работи в назначеното от президента Желю Желев служебно правителство на Ренета Инджова. След връщането си в България става началник на Политическия кабинет на министъра на отбраната Бойко Ноев (2000 – 2001). От 2003 година е главен експерт на Програма „Сигурност“ в неправителствената организация Център за изследване на демокрацията.

## Военни звания
- лейтенант – 1964 г.
- старши лейтенант – 1967 г.
- капитан – 1971 г.
- майор – 1976 г.
- подполковник – 1981 г.
- полковник – 1986 г.
- генерал-майор – 1 септември 1991
- генерал-лейтенант – 31 август 1992 г.[12]